# Auburn (New South Wales)
Auburn ist ein Stadtteil im westlichen Sydney in New South Wales, Australien. Auburn liegt 19 Kilometer westlich des Stadtzentrums und ist der Verwaltungssitz des Verwaltungsgebietes (LGA) Auburn City.
Der Ort wurde nach dem Gedicht The Deserted Village von Oliver Goldsmith benannt, welches Auburn in England als das liebenswerteste Dorf der Gegend beschreibt.
Auburn bezeichnet sich gerne selbst als die multi-kulturellste Gemeinschaft in Australien. Die ursprünglich anglo-keltische Bevölkerung wurde langsam durch einen hohen Prozentsatz von Immigranten aus China, der Türkei und Indien ersetzt. Die drei vorherrschenden Religionen in Auburn sind Islam (38,5 %), Hinduismus (13,6 %) und Katholizismus (8,2 %). 17,3 % der Einwohner sind konfessionslos.

## Söhne und Töchter der Stadt
- Brad Fittler (* 1972), früherer Rugby-League-Fußballer
- Lucas Browne (* 1979), Boxer
- Scott Jamieson (* 1988), Fußballspieler